# ミュリナー・パークウォード

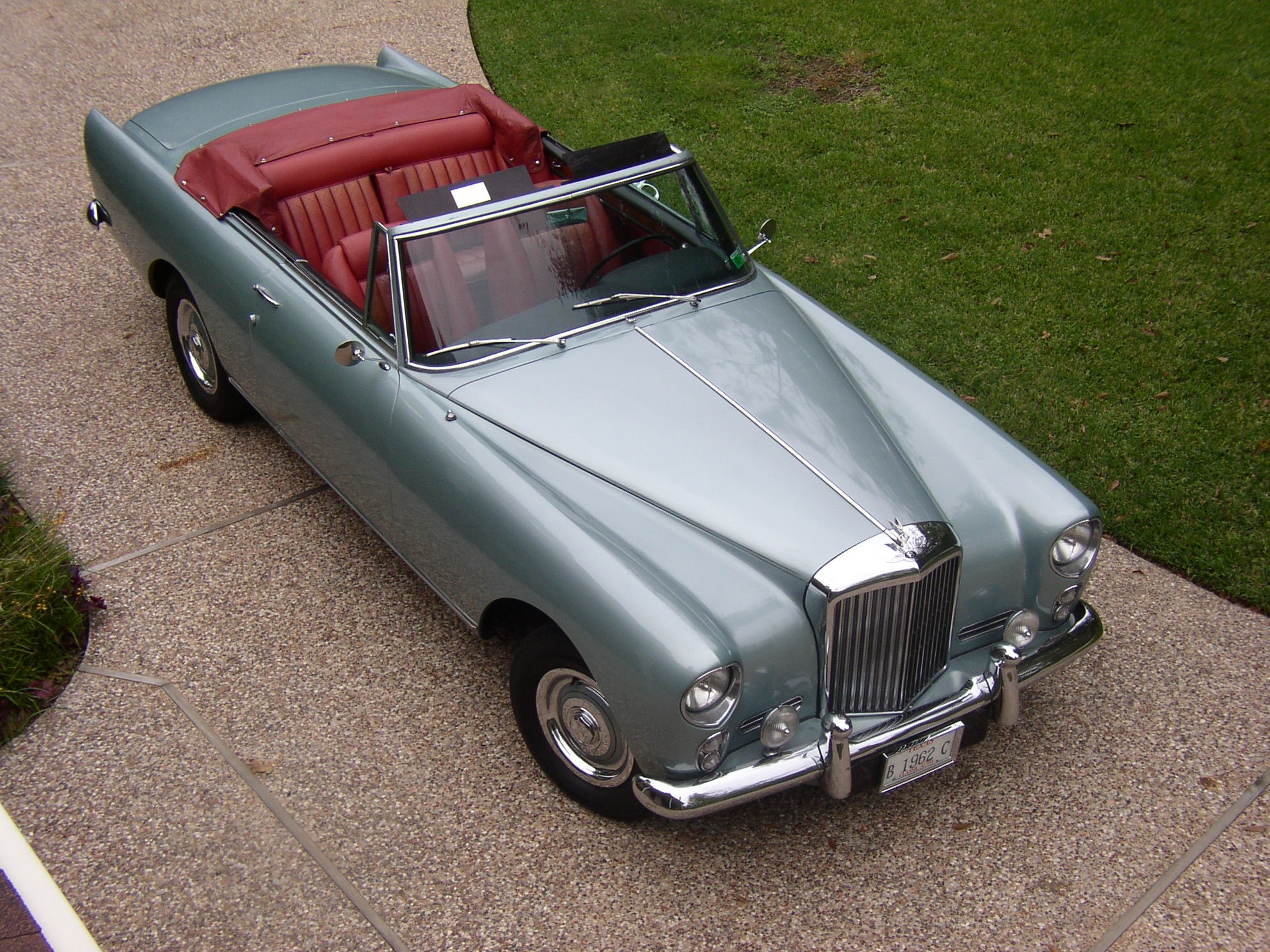
ベントレー・コンチネンタルS2
ミュリナー・パークウォード

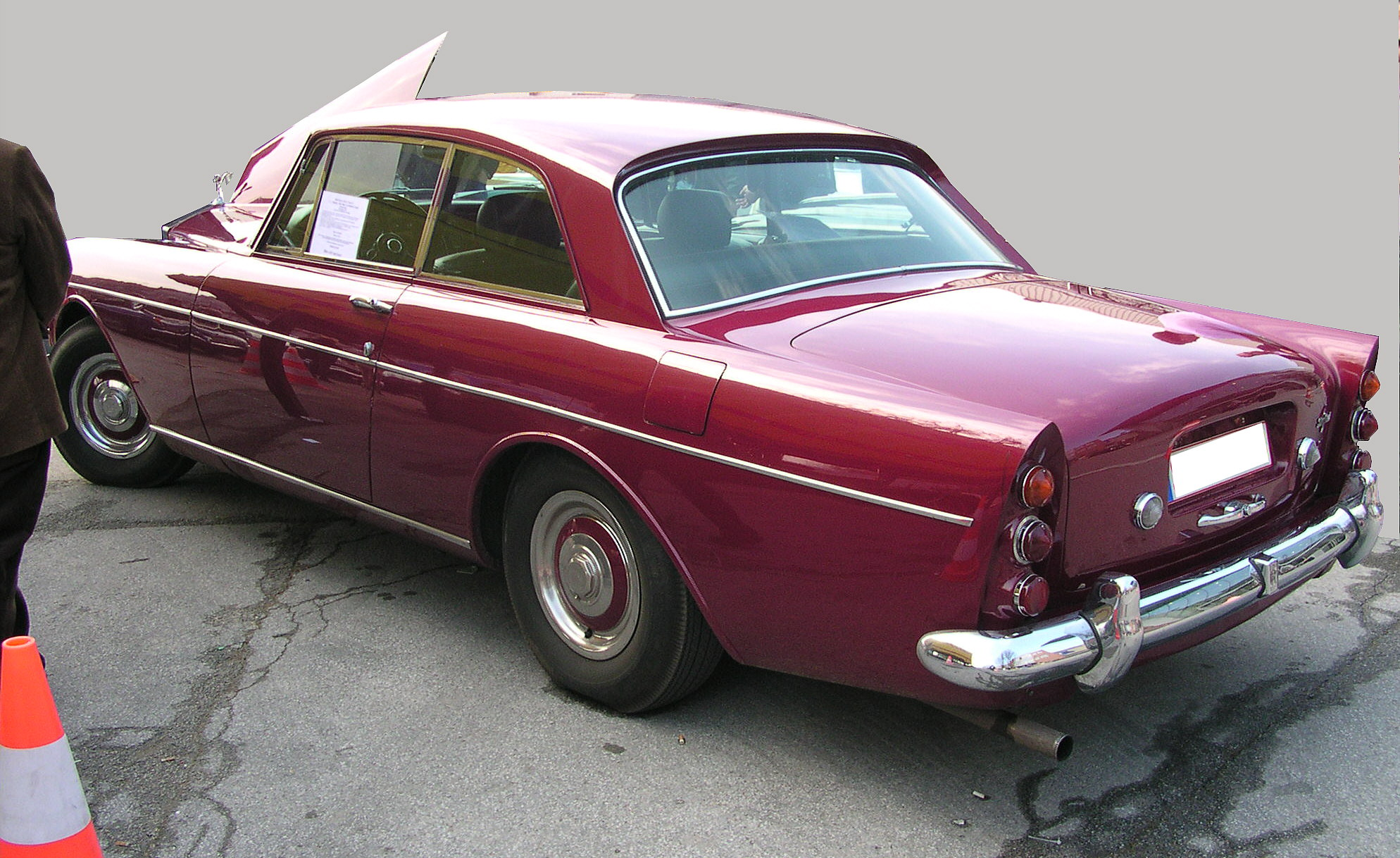
ロールス・ロイス・シルヴァークラウドIII
ミュリナー・パークウォード

ミュリナー・パークウォードまたはマリナー・パークウォード（英: Mulliner Park Ward）はイギリスのコーチビルダーである。
H・J・ミュリナーとパークウォードの合併によってできたが、この経緯については説が分かれており
- 1959年にロールス・ロイスの資本の元でH・J・ミュリナーとパークウォードが業務提携、これは事実上ロールス・ロイスによる両者の買収であり、この後関係は強化されて1962年に合併した[1]。
- 1959年にロールス・ロイスがH・J・ミュリナーを買収、さらに1961年にパークウォードを合併した[3]。

等の説がある。合併後はH・J・ミュリナー・パークウォードとなった。
1978年時点ではロンドン郊外ウィルズデンにあった旧パークウォード工場をそのまま使っていた。
その後社名がミュリナー・パークウォードに変更され、1997年時点ではロールス・ロイスの社内コーチビルダーとしてロールス・ロイスとベントレーのスペシャルボディ製作を担当していた。